# Szlanikfürdő
Szlanikfürdő (románul Slănic-Moldova) város Romániában, Moldvában, Bákó megyében. A települést „Moldova gyöngyének” is nevezik.
A lakosságban a moldvai csángók vannak többségben, de mára már nagyon kevesen beszélnek magyarul.

## Fekvése
Bákó megye délnyugati részén helyezkedik el, a Slănic folyó völgyében, a Keleti-Kárpátokban, a Nemere-hegység lábánál. A város 530 méteres tengerszint feletti magasságban épült, természeti érdekessége, hogy környezetét erdők foglalják el (ezért jelentős a faipar a városban). Úgynevezett „zsáktelepülésről” beszélhetünk, ugyanis csak Kománfalva (Comanești) felől közelíthető meg.

## Történelem
Az első ásványvízforrásokat 1801-ben fedezték fel a település körül. 1852-ben végezték el az első hivatalos, kémiai elemzését az itteni termálvizeknek. 1877-ben nyitotta meg kapuit az első termálvizes fürdő. A falu határában (a hegyen, a falutól nyugatra) húzódott a régi román-magyar határ, ennek a román oldalán - Szlanikfürdőn - állították fel a 19. század végén az itt látható fából készült „határ X-eket”. Itt volt a régi határátkelő, melynek ma ezen kívül semmi egyéb jelentős nyoma sem maradt.

## Környezete
A város levegője tiszta, két okból: egyrészt nem egy nagy település, s nincs is nagy forgalma, valamint sűrű erdők veszik körül. Nincsenek allergiát okozó poratkák sem. Az évi középhőmérséklete 7,4 °C.

## Népesség
A város népességének alakulása:
- 1948 – 2.157 lakos
- 1956 – 3.082 lakos
- 1966 – 4.857 lakos
- 1977 – 4.734 lakos
- 1992 – 5.311 lakos
- 2002 – 4.996 lakos

A lakosság etnikai összetétele a 2002-es népszámlálási adatok alapján:
- Románok:  4,984 (99,75%)
- Magyarok:  10 (0,20%)
- Lipovánok:  1 (0,02%)
- Olaszok:  1 (0,02%)

A lakosság 40,59%-a görögkeleti ortodox vallású (2028 lakos), 58,92%-a pedig római katolikus (2944 lakos). A római katolikusok a moldvai csángó magyarok.

## Látnivalók

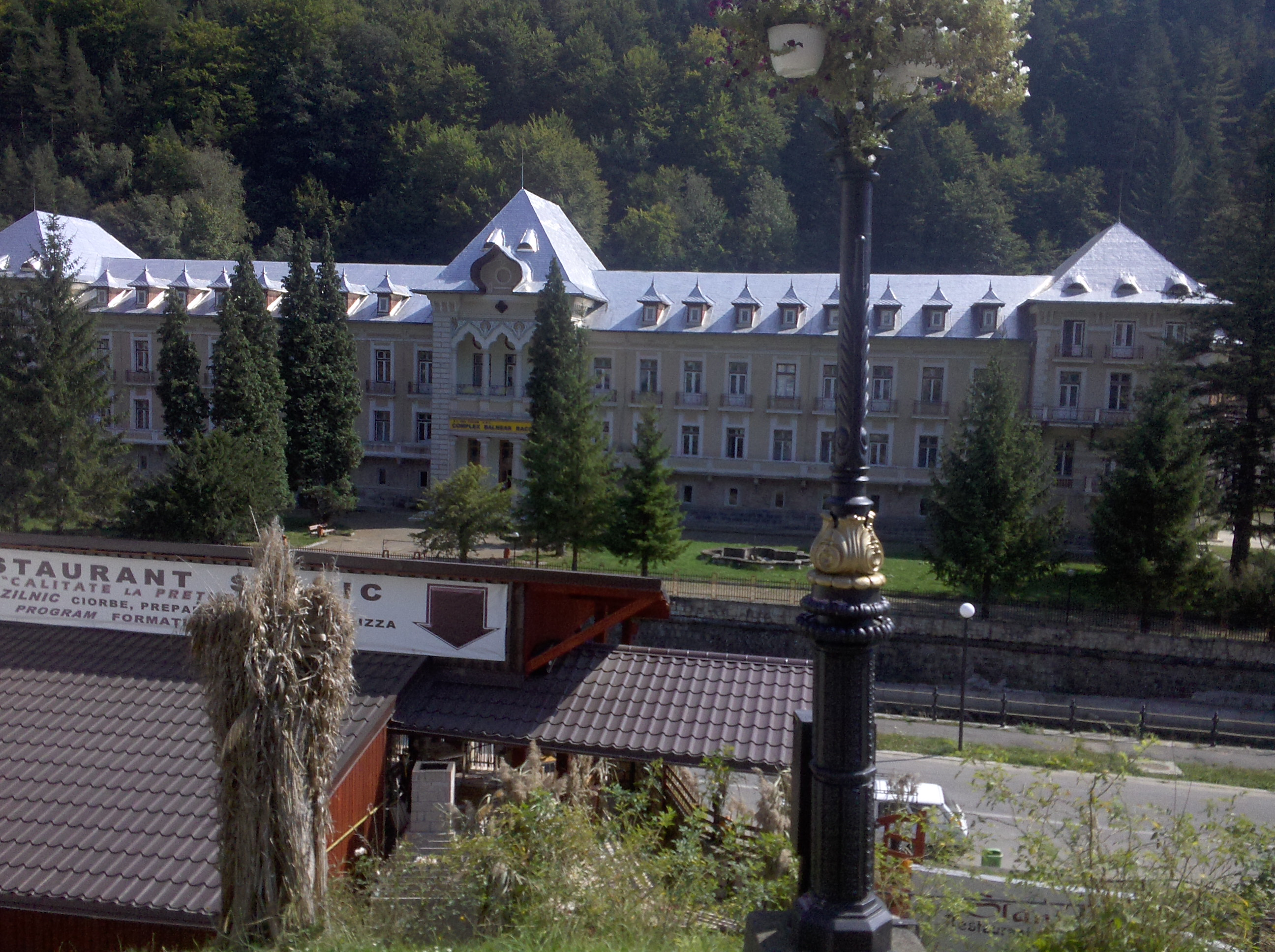
A központi fürdő

- Termálfürdők, melyek vizét több mint 20 forrás adja
- „Ștefan cel Mare” kolostor
- A régi román határ „fa X-ei” láthatók a város mellett nyugatra 300 lépcsőre a hegyen.

## Gazdaság
Jelentős üdülőközpont. Fontos megélhetési lehetőség a helyiek számára a faipar és a kavics- és kőbányák.

## Külső hivatkozások
- A város honlapja
- A városról
- A 2002-es népszámlálási adatok